# Bojanji Vrh
Bojanji Vrh je naselje v Občini Ivančna Gorica.